# Comuna Cervonoverșka, Kompaniivka
Cervonoverșka (în ucraineană Червоновершка) este o comună în raionul Kompaniivka, regiunea Kirovohrad, Ucraina, formată din satele Braterske, Cervonoverșka (reședința) și Rozdollea.

## Demografie
Componența lingvistică a comunei Cervonoverșka
     Ucraineană (96,23%)
     Rusă (3,34%)
     Alte limbi (0,32%)
Conform recensământului din 2001, majoritatea populației comunei Cervonoverșka era vorbitoare de ucraineană (96,23%), existând în minoritate și vorbitori de rusă (3,34%).